# 潛水員級救援打撈船
潛水員級救援打撈船救援船由美國海軍使用。

## 艦名列表
| 艦名     | 舷號   | 建造           | 退役           | 現況                                                        |
| -------- | ------ | -------------- | -------------- | ----------------------------------------------------------- |
| 潜水员號 | ARS-5  | 1943年10月23日 | 1946年7月27日  | 1949年4月12日商業出售                                       |
| 逃脱號   | ARS-6  | 1943年11月20日 | 1995年6月29日  | 2009年8月24日以廢品形式出售                                 |
| 抓钩號   | ARS-7  | 1943年12月16日 | 未知           | 1977年12月1日移交給中華民國海軍並改名為大湖艦；目前服役中   |
| 保护者號 | ARS-8  | 1944年1月11日  | 1992年8月7日   | 2005年11月30日以廢品形式出售                                |
| 卸扣號   | ARS-9  | 1944年2月5日   | 1946年6月29日  | 1946年6月29日移交給海岸警卫队。（参见Acushnet了解后续历史） |
| 保护者號 | ARS-14 | 1943年12月28日 | 1946年5月15日  | 1946年12月16日商業出售；現況未知                            |
| 电缆號   | ARS-19 | 1944年3月6日   | 1947年9月15日  | 1978年8月7日擔任靶艦擊沉                                    |
| 链號     | ARS-20 | 1944年3月31日  | 1946年11月9日  | 1979年6月以廢品形式出售                                     |
| 抑制號   | ARS-21 | 1944年5月12日  | 1946年12月20日 | 1983年11月23日作为人工鱼礁沉没                              |
| 当前號   | ARS-22 | 1944年6月14日  | 1948年2月9日   | 1975年6月27日以廢品形式出售                                 |
| 递送號   | ARS-23 | 1944年7月14日  | 1979年8月1日   | 1979年8月15日移交給韩国；現已退役。                         |
| 抓牢號   | ARS-24 | 1944年8月22日  | 1946年12月12日 | 1978年3月31日移交給韩国；命运未知                           |
| 保障號   | ARS-25 | 1944年9月30日  | 1979年9月25日  | 移交給土耳其并更名为TCG Isin(A-589)；2017年3月30日退役      |
| 抢占號   | ARS-26 | 1944年11月3日  | 1996年6月14日  | 2006年6月20日擔任靶艦擊沉                                   |
| 抢夺號   | ARS-27 | 1944年12月11日 | 1946年12月23日 | 1971年11月8日以廢品形式出售                                 |
| 阀门號   | ARS-28 | 1944年2月24日  | 1946年8月26日  | 1948年7月26日商業出售；現況未知                             |
| 发泄號   | ARS-29 | 1944年4月7日   | 1946年8月30日  | 1948年6月30日商業出售；現況未知                             |
| 夹钳號   | ARS-33 | 1943年8月23日  | 1947年5月6日   | 2011年4月12日以廢品形式出售                                 |
| 齿轮號   | ARS-34 | 1943年9月24日  | 1946年12月13日 | 1949年4月12日商業出售；現況未知                             |